# مكنسة

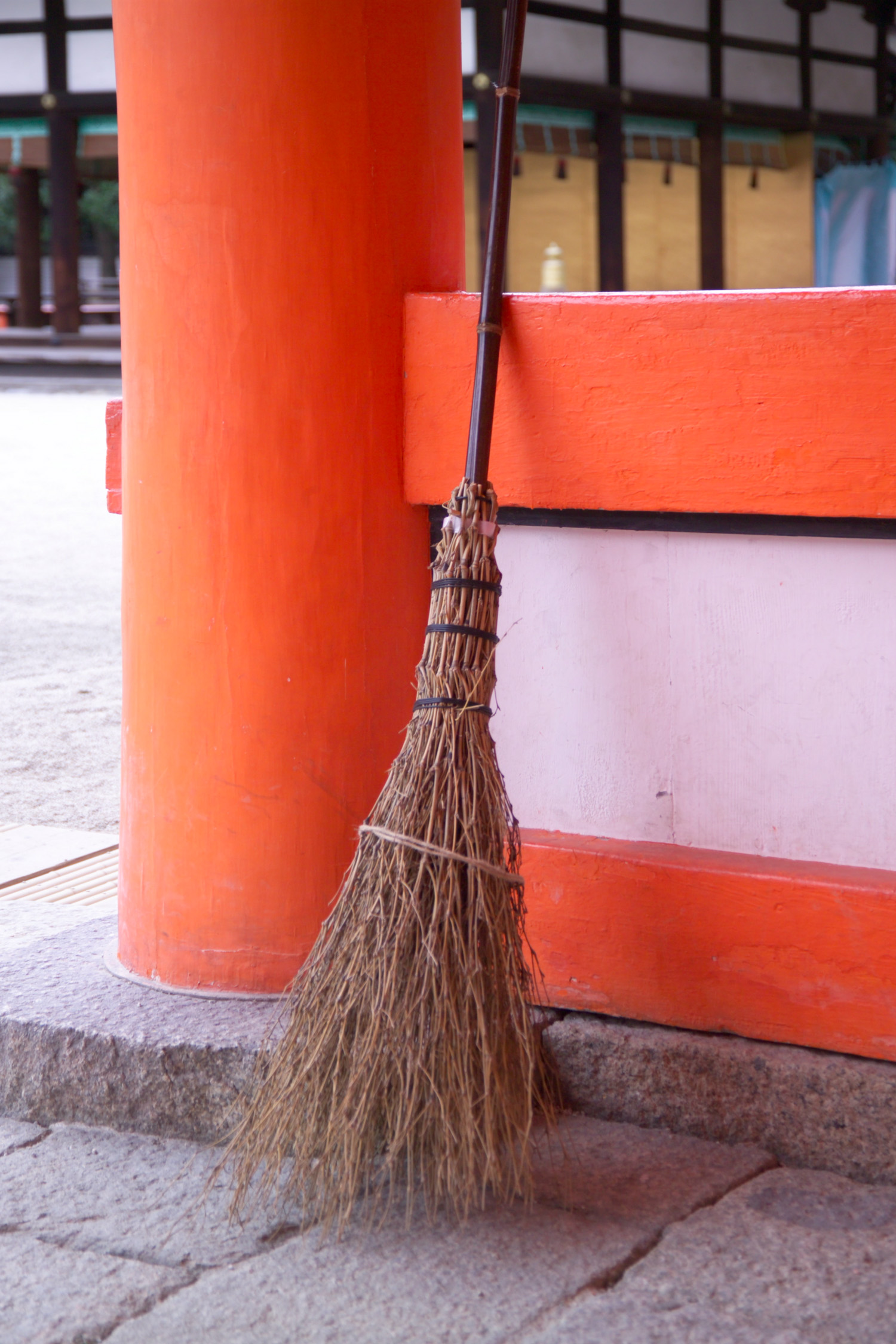
مكنسة مصنوعة من القش (مقشة).

المِكْنَسَة (الجمع: مَكَانِس) أو المِقَشَّة أو المِخَمَّة هي أداة تستخدم لتنظيف الأرضيات. أو ككنس الغبار منها أو اشياء توسخ المنزل أو أي شيء آخر يسكنه الإنسان.